# Darmadi
Darmadi (* 1945 in Surakarta, Jawa Tengah, eigentlich Wong Pek Sen bzw. Wong Pek Shen, chinesisch 黃百新, Pinyin Huáng Bǎixīn) ist ein ehemaliger indonesischer Badmintonspieler.

## Karriere
Unter seinem ursprünglichen Namen Wong Pek Sen gewann er 1966 bei den Asienspielen im Herreneinzel die Silbermedaille. Im Finale unterlag er dabei Ang Tjin Siang. Im selben Jahr gewann beide gemeinsam die French Open. Als Darmadi siegte er 1969 mit Minarni bei den Canada Open im Mixed. Im selben Jahr wurde er Zweiter bei den All England, wo er das Finale gegen seinen Landsmann Rudy Hartono verlor. 1968 hatte er Hartono im Finale der Singapore Pesta Championships noch bezwungen.
1970 siegte er mit dem indonesischen Team im Thomas Cup, wobei er sein Einzel gegen Tan Aik Huang im Finale gegen Malaysia jedoch mit 12:15 und 12:15 verlor. Diese Niederlage war neben dem Verlust des Doppels von Indratno und Mintarja gegen Ng Boon Bee und Punch Gunalan jedoch die einzige, so dass Indonesien in der Endabrechnung souverän mit 7:2 siegte.